# Andrenosoma erythropyga
Andrenosoma erythropyga là một loài ruồi trong họ Asilidae. Andrenosoma erythropyga được Wiedemann miêu tả năm 1828.